# Milánó villamosvonal-hálózata
Milánó villamoshálózata a olaszországi Milánó városában található, 17 városi villamos hálózat. A hálózat 1445 mm-es nyomtávolságú, a 600 V-os egyenáramot a villamosok felsővezetékről kapják.

## Története
A városban a kötöttpályás közlekedé 1881-ben indult meg, akkor még csak lóvontatással. A hálózatot a SAO üzemeltette. 1893-tól jelent meg a villamos vontatás is, mely 1898-ra a lóvontatást teljesen kiszorította. Jelenleg a teljes vágányhálózat hossza 180,3 km.

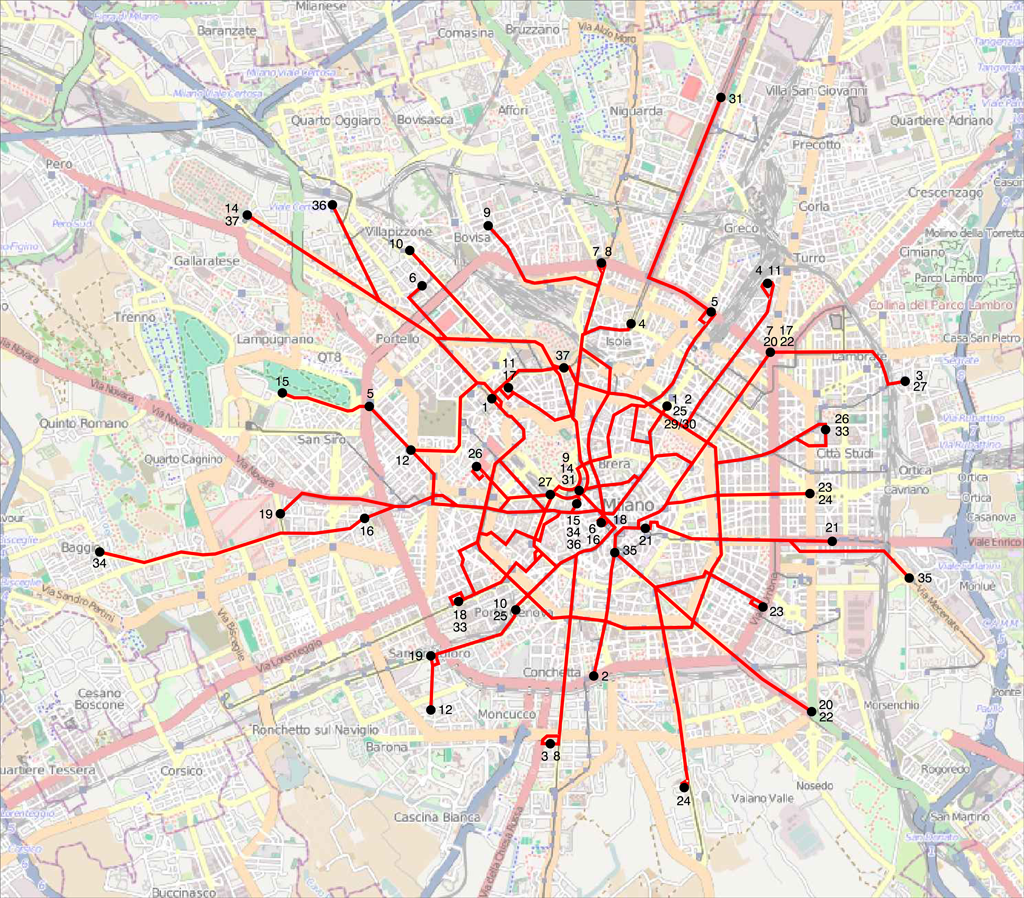
1929
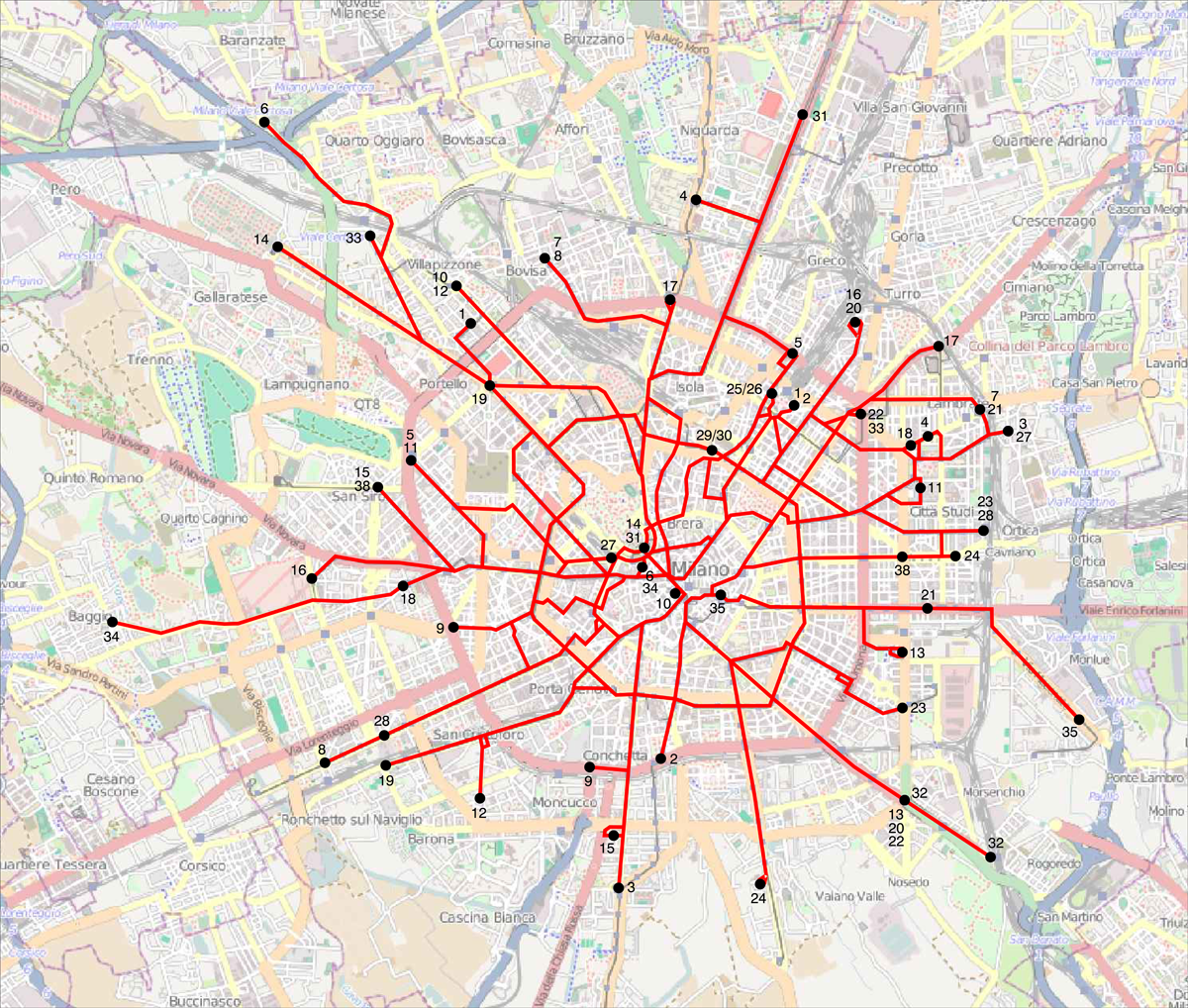
1948
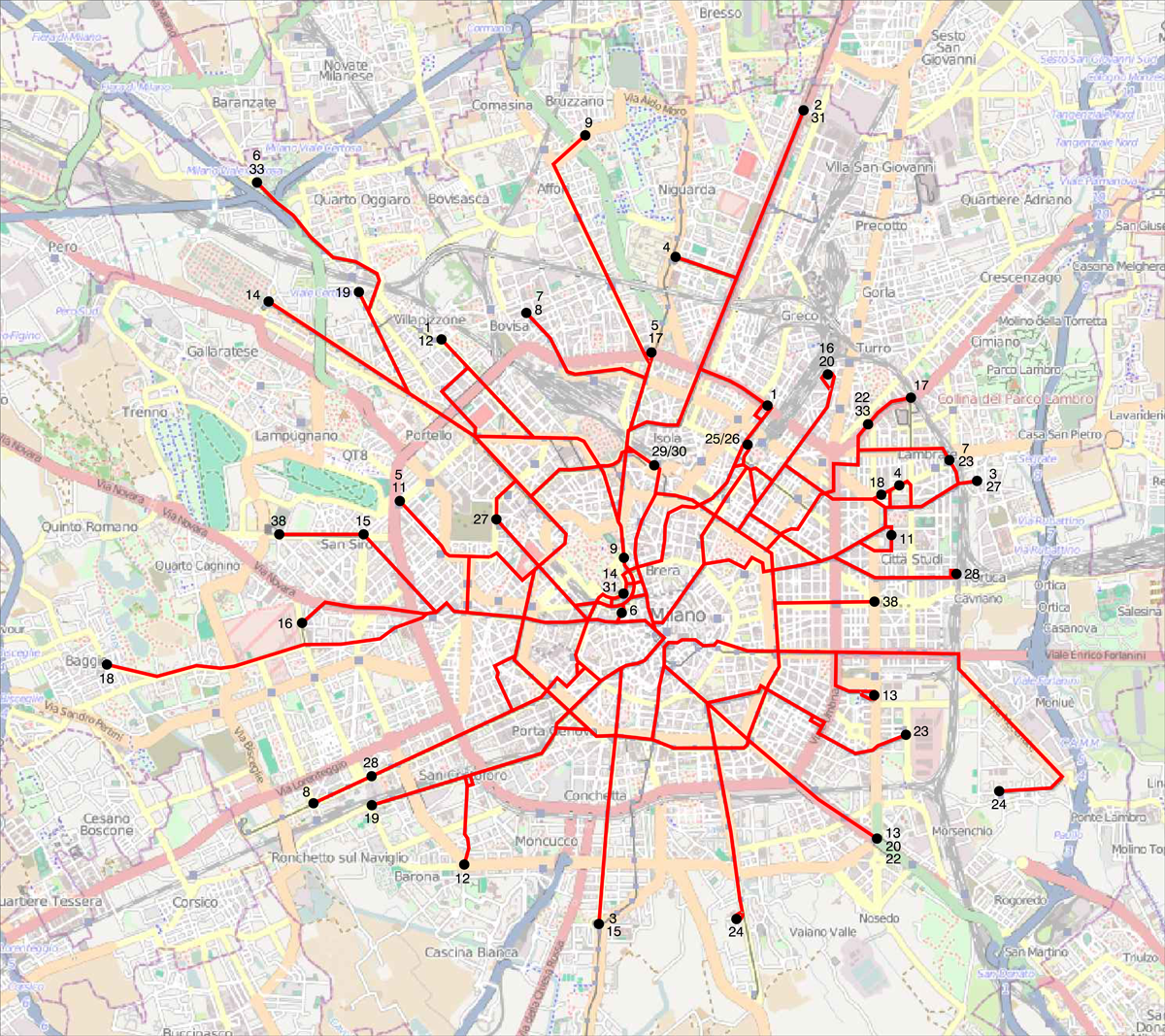
1964
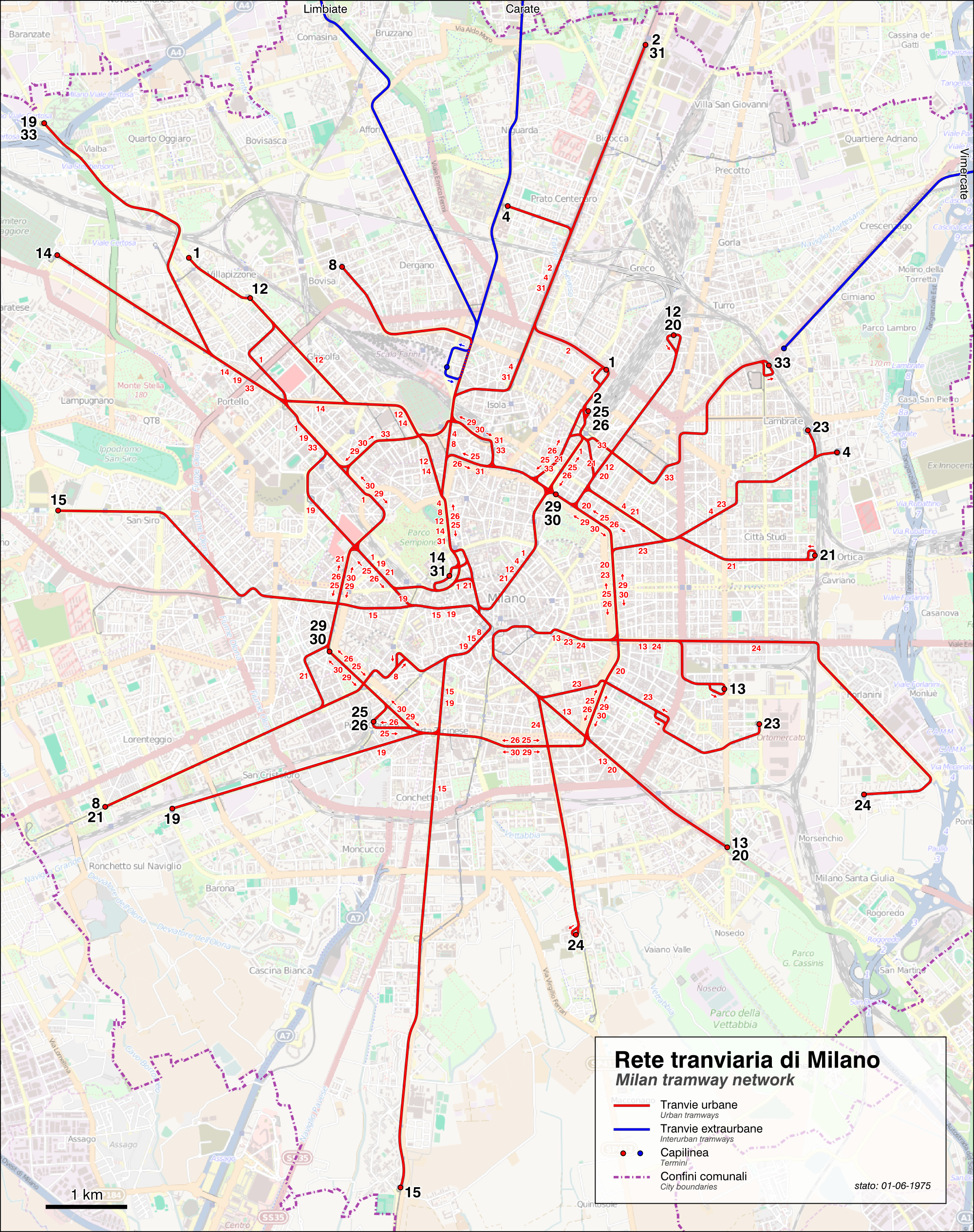
1975
2012

## Vonalak
Milánóban összesen 17 villamosvonal található:

### Városi vonalak
- 1 Greco (Via Martiri Oscuri) ↔ Roserio
- 2 Piazza Bausan ↔ Piazzale Negrelli
- 3 Duomo (Via Cantù) ↔ Gratosoglio
- 4 Piazza Castello ↔ Niguarda (Parco Nord) (Metrotranvia Nord)
- 5 Ortica (Via Milesi) ↔ Ospedale Niguarda
- 7 P.le Lagosta ↔ Precotto (Via Anassagora) (Metrotranvia di Bicocca)
- 9 Staz. Centrale (Piazza IV Novembre) ↔ Staz. Genova (Átszállási lehetőség a nagyvasútra és az M2, M3 metróvonalakra)
- 10 Viale Lunigiana ↔ Piazza XXIV Maggio
- 12 Roserio ↔ Viale Molise
- 14 Cim. Maggiore ↔ Lorenteggio
- 15 Duomo (Via Dogana) ↔ Rozzano (Via Guido Rossa) (Metrotranvia Sud)
- 16 San Siro Stadium (Piazza Axum) ↔ Via Monte Velino
- 19 Lambrate (átszállási lehetőség az M2-es metróvonalra) ↔ Piazza Castelli
- 24 Piazza Fontana ↔ Vigentino (Via Selvanesco)
- 27 Piazza Fontana ↔ Viale Ungheria
- 31 Bicocca ↔ Cinisello (Via I Maggio) (Metrotranvia di Cinisello)
- 33 P.le Lagosta ↔ Viale Rimembranze di Lambrate

### Interurban vonalak
- 178 Milánó (Niguarda Parco Nord) ↔ Desio (Milánó–Desio-villamosvonal) (2011 végétől megszűnt)
- 179 Milánó (Comasina) ↔ Limbiate (Milánó–Limbiate-villamosvonal) (2022 végétől megszűnt)

## Járművek
| Kép | Pályaszám | Elnevezése | Gyártás éve | Gyártó            | Hossz   | Szélesség | Sebesség | Ülőhelyek száma | Állóhelyek száma | Darabszám                |
| --- | --------- | ---------- | ----------- | ----------------- | ------- | --------- | -------- | --------------- | ---------------- | ------------------------ |
|     | 1501–2002 | Ventotto   | 1927–1930   | különböző gyártók | 13,89 m | 2,35 m    | 42 km/h  | 29              | 101              | 502, még 151 forgalomban |
|     | 4601–4613 |            | 1955        | OMS, TIBB, Breda  | 19,58 m | 2,4 m     | 45 km/h  | 36              | 140              | 13, még 10 forgalomban   |
|     | 4714–4733 |            | 1956–1960   | OMS, TIBB, Breda  | 19,58 m | 2,4 m     | 45 km/h  | 36              | 140              | 20                       |
|     | 4900–4999 | Jumbotram  | 1976–1978   | GAI               | 29,01 m | 2,38 m    | 60 km/h  | 59              | 207              | 100                      |
|     | 7001–7026 | Eurotram   | 1999–2000   | Adtranz           | 34,10 m | 2,47 m    | 70 km/h  | 68              | 194              | 26                       |
|     | 7101–7148 | Sirio      | 2002–2009   | AnsaldoBreda      | 35,35 m | 2,4 m     | 70 km/h  | 71              | 214              | 48                       |
|     | 7501–7535 | Sirietto   | 2003–2009   | AnsaldoBreda      | 25,15 m | 2,4 m     | 70 km/h  | 50              | 141              | 35                       |
|     | 7601–7633 | Sirietto   | 2008–2009   | AnsaldoBreda      | 25,15 m | 2,4 m     | 70 km/h  | 50              | 141              | 33                       |

## Kapcsolódó szócikk
- Olaszország villamosvonal-hálózatai